# Jerzy Janowicz
Jerzy Filip Janowicz (Łódź, 13 november 1990) is een voormalige Poolse tennisser. Hij stond drie keer in een ATP-toernooi finale voor het enkelspel. In het dubbelspel stond hij één keer in de finale. Hij heeft in zijn carrière vier challengers gewonnen in het enkelspel, en twee in het dubbelspel. In 2013 haalde hij zijn beste grand slam resultaat door op Wimbledon de halve finale te halen, waarin hij verloor van de Brit Andy Murray met 7-6(2), 4-6, 4-6, 3-6.

## Palmares

### Enkelspel
| Nr.                  | Datum             | Toernooi               | Ondergrond    | Tegenstander in finale      | Score            | Details |
| -------------------- | ----------------- | ---------------------- | ------------- | --------------------------- | ---------------- | ------- |
| Verloren finales     |                   |                        |               |                             |                  |         |
| 1.                   | 29 oktober 2012   | ATP Parijs             | Hardcourt (i) | David Ferrer                | 4-6, 3-6         | Details |
| 2.                   | 17 augustus 2014  | ATP Winston-Salem      | Hardcourt     | Lukáš Rosol                 | 6-3, 6-7(3), 5-7 | Details |
| 3.                   | 2 februari 2015   | ATP Montpellier        | Hardcourt (i) | Richard Gasquet             | 0-3, opgave      | Details |
| Gewonnen challengers |                   |                        |               |                             |                  |         |
| 1.                   | 6 september 2010  | Saint-Rémy-de-Provence | Hardcourt     | Édouard Roger-Vasselin      | 3-6, 7-68, 7-66  |         |
| 2.                   | 7 mei 2012        | Rome                   | Gravel        | Gilles Müller               | 7-63, 6-3        |         |
| 3.                   | 9 juli 2012       | Scheveningen           | Gravel        | Matwé Middelkoop            | 6-2, 6-2         |         |
| 4.                   | 16 juli 2012      | Poznań                 | Gravel        | Jonathan Dasnières de Veigy | 6-3, 6-3         |         |
| 5.                   | 11 september 2016 | Genua                  | Gravel        | Nicolás Almagro             | 7-65, 6-4        |         |
| 6.                   | 26 februari 2017  | Bergamo                | Hardcourt     | Quentin Halys               | 6-4, 6-4         |         |

### Dubbelspel
| Nr.                          | Datum          | Toernooi         | Ondergrond    | Partner         | Tegenstanders in finale               | Score            | Details |
| ---------------------------- | -------------- | ---------------- | ------------- | --------------- | ------------------------------------- | ---------------- | ------- |
| Verloren finales herendubbel |                |                  |               |                 |                                       |                  |         |
| 1.                           | 17 maart 2013  | ATP Indian Wells | Hardcourt     | Treat Huey      | Bob Bryan Mike Bryan                  | 3-6, 6-3, [6-10] | Details |
| Gewonnen challengers         |                |                  |               |                 |                                       |                  |         |
| 1.                           | 30 april 2012  | Tunis            | Gravel        | Jürgen Zopp     | Nicholas Monroe Simon Stadler         | 7-61, 6-3        |         |
| 2.                           | 1 oktober 2012 | Bergen           | Hardcourt (i) | Tomasz Bednarek | Michaël Llodra Édouard Roger-Vasselin | 7-5, 4-6, [10-2] |         |

## Prestatietabellen
| Legenda | Legenda                          |
| ------- | -------------------------------- |
| g.t.    | geen toernooi gehouden           |
| l.c.    | lagere categorie                 |
| –       | niet deelgenomen                 |
| G       | uitgeschakeld in de groepsfase   |
| 1R      | uitgeschakeld in de eerste ronde |
| 2R      | uitgeschakeld in de tweede ronde |
| 3R      | uitgeschakeld in de derde ronde  |
| 4R      | uitgeschakeld in de vierde ronde |
| KF      | uitgeschakeld in de kwartfinale  |
| HF      | uitgeschakeld in de halve finale |
| F       | de finale verloren               |
| W       | het toernooi gewonnen            |
| w-v     | winst/verlies-balans             |

### Prestatietabel enkelspel
| Grandslamtoernooien   |      |               |               |               |     |      |        |
| Australian Open       | –    | 3R            | 3R            | 3R            | 1R  | 1R   | 6-5    |
| Roland Garros         | –    | 3R            | 3R            | 2R            | –   | 1R   | 5-4    |
| Wimbledon             | 3R   | HF            | 3R            | 1R            | –   | 3R   | 11-5   |
| US Open               | 1R   | 1R            | 2R            | 1R            | 1R  | –    | 1-5    |
| Winst-verlies         | 2-2  | 9-4           | 7-4           | 3-4           | 0-2 | 2-3  | 23-19  |
| ATP World Tour Finals |      |               |               |               |     |      |        |
| ATP World Tour Finals | –    | –             | –             | –             | –   | –    | 0-0    |
| ATP Masters 1000      |      |               |               |               |     |      |        |
| Indian Wells          | –    | 3R            | 2R            | 1R            | –   | –    | 1-3    |
| Miami                 | –    | 2R            | 2R            | 3R            | –   | –    | 2-3    |
| Monte Carlo           | –    | 1R            | 1R            | 1R            | –   | –    | 0–3    |
| Rome                  | –    | KF            | 1R            | 1R            | –   | –    | 3-3    |
| Madrid                | –    | 2R            | 1R            | 1R            | –   | –    | 1-3    |
| Montreal/Toronto      | –    | 3R            | 1R            | 1R            | –   | –    | 2-3    |
| Cincinnati            | –    | 1R            | 3R            | 3R            | –   | –    | 4-3    |
| Shanghai              | –    | –             | 2R            | –             | –   | –    | 1-1    |
| Parijs                | F    | 3R            | 1R            | –             | –   | –    | 6-3    |
| Olympische Spelen     |      |               |               |               |     |      |        |
| Olympische Spelen     | –    | geen toernooi | geen toernooi | geen toernooi | –   | g.t. | 0-0    |
| Statistieken          |      |               |               |               |     |      |        |
| Totaal aantal titels  | 0    | 0             | 0             | 0             | 0   | 0    | 0      |
| Totaal winst-verlies  | 14-4 | 27-20         | 24-26         | 24-24         | 0-3 | 6-6  | 101-95 |
| Eindejaarsranking     | 26   | 21            | 43            | 57            | 280 | 123  | n.v.t. |

### Prestatietabel dubbelspel
| Grandslamtoernooien   |       |      |     |      |        |
| Australian Open       | 2R    | –    | 2R  | 2R   | 3-3    |
| Roland Garros         | KF    | 1R   | –   | –    | 3-2    |
| Wimbledon             | –     | –    | –   | –    | 0-0    |
| US Open               | 1R    | 1R   | –   | –    | 0-2    |
| Winst-verlies         | 4-3   | 0-2  | 1-1 | 1-1  | 6-7    |
| ATP World Tour Finals |       |      |     |      |        |
| ATP World Tour Finals | –     | –    | –   | –    | 0-0    |
| ATP Masters 1000      |       |      |     |      |        |
| Indian Wells          | F     | 1R   | –   | –    | 4–2    |
| Miami                 | 1R    | –    | –   | –    | 0-1    |
| Monte Carlo           | 1R    | –    | –   | –    | 0–1    |
| Rome                  | –     | –    | –   | –    | 0-0    |
| Madrid                | –     | –    | –   | –    | 0-0    |
| Montreal/Toronto      | 2R    | –    | –   | –    | 1-1    |
| Cincinnati            | 2R    | –    | –   | –    | 1-1    |
| Shanghai              | –     | –    | –   | –    | 0–0    |
| Parijs                | –     | –    | –   | –    | 0-0    |
| Olympische Spelen     |       |      |     |      |        |
| Olympische Spelen     | g.t.  | g.t. | –   | g.t. | 0-0    |
| Statistieken          |       |      |     |      |        |
| Totaal aantal titels  | 0     | 0    | 0   | 0    | 0      |
| Totaal winst-verlies  | 13-13 | 0-3  | 1-1 | 1-1  | 15-20  |
| Eindejaarsranking     | 52    | /    | 574 | 452  | n.v.t. |